# Östra Bäckelbergstjärnen
Östra Bäckelbergstjärnen är en sjö i Hagfors kommun i Värmland och ingår i Göta älvs huvudavrinningsområde. Sjön är 9 meter djup, har en yta på 0,121 kvadratkilometer och befinner sig 317 meter över havet.